# Фарос тис Македонияс
„Фа̀рос тис Македонѝяс“ (на гръцки: Φάρος της Μακεδονίας, в превод Фар на Македония) е гръцки вестник, издаван в Солун от 1880 до 1897 година.
Вестникът е наследник на вестник „Ермис“ (1875 - 1882). Излиза във вторник и четвъртък. Вестникът води борба с разпространението на българската просвета в Македония. Така например обвинява учителите на новооснованата Солунска гимназия в панславизъм и ненавист към гърците.
Вестникът е спрян в 1893 година. От 1895 до 1912 година излиза под ново име „Фарос тис Тесалоникис“.